# Shirley MacLaine
Shirley MacLaine [ˈʃɜrli məˈkleɪn], née le 24 avril 1934 à Richmond, Virginie (États-Unis) est une actrice, danseuse et écrivaine américaine.
En 1984, elle obtient l'Oscar de la meilleure actrice pour son rôle dans Tendres Passions (Terms of Endearment), de James L. Brooks. Elle est la sœur de l'acteur Warren Beatty.

## Biographie

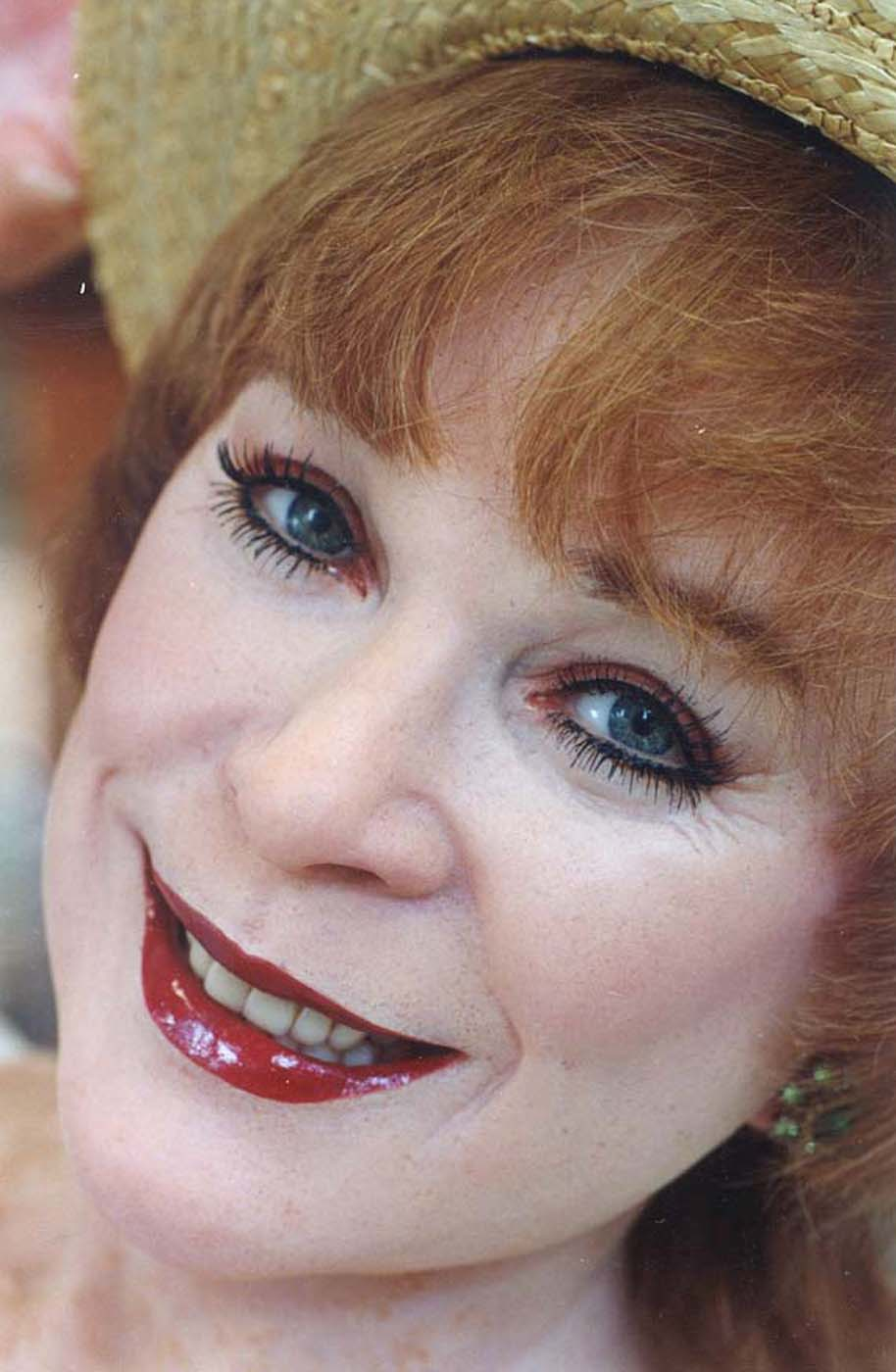
Sculpture de cire de Shirley MacLaine par Stuart Williamson.

Nommée d'après Shirley Temple, Shirley MacLean Beaty est née à Richmond, en Virginie. Son père, Ira Owens Beaty a été professeur de psychologie, administrateur de l'école publique et agent immobilier. Sa mère, Kathlyn Corinne (née MacLean), originaire de Wolfville, en Nouvelle-Écosse au Canada, était professeur d'art dramatique. Le jeune frère de Shirley est l'acteur, scénariste et réalisateur Henry Warren Beaty ; il changera l'orthographe de son nom en Warren Beatty quand il deviendra acteur. Ils sont élevés dans la religion baptiste.
À deux ans, sa mère l'inscrit dans des cours de danse classique, pour renforcer ses chevilles qu'elle estime très fragiles.
Elle commence sa carrière comme chorus girl au sein du National Symphony Orchestra de Washington dans la comédie musicale Oklahoma !. C'est là qu'elle adopte sa coiffure à la garçonne, car ses cheveux trop longs fouettent son visage à chaque pirouette.
En 1954, elle double Carol Haney, qui s'est foulé la cheville dans la comédie musicale The Pajama Game, chorégraphiée par Bob Fosse et représentée à Broadway.
Elle a été mariée de 1954 à 1982 au producteur Steve Parker, une relation qualifiée de libertine. Ils ont eu une fille ensemble, Sachi Parker : « J'ai eu d'autres histoires et lui aussi, mais nous étions très bons amis. Je ne me remarierai jamais… »
Alfred Hitchcock lui offre son premier rôle au cinéma dans Mais qui a tué Harry ?. Son tempérament fut remarqué par le réalisateur qui déclare amusé : « c'est une femme tellement volcanique, qu'elle ferait pâlir de honte l'Etna et le Stromboli réunis ! ».
Elle est notamment connue en France pour ses deux rôles en compagnie de Jack Lemmon dans les films de Billy Wilder La Garçonnière en 1960 et Irma la Douce en 1963.
Elle a été pressentie pour être la partenaire de Louis de Funès dans Sur un arbre perché, mais c'est Geraldine Chaplin qui a finalement joué dans ce film réalisé par Serge Korber (1971).
Le 9 avril 1984, Shirley MacLaine obtient l'Oscar de la meilleure actrice pour son rôle dans Tendres Passions (Terms of Endearment), de James L. Brooks, lors de la 56e cérémonie des Oscars.
Elle a écrit plusieurs livres d'inspiration New Age, sur la réincarnation et sur sa carrière à Hollywood.
Shirley MacLaine a été faite Chevalier de la Légion d'honneur le 5 septembre 2011, et le 7 juin 2012, elle obtient l'American Film Institute Life Achievement Awards, qui honore une carrière remarquable au cinéma, quatre ans après son frère Warren Beatty. Une sculpture en cire à son effigie est réalisée par Stuart Williamson pour Madame Tussauds.
Elle est évoquée dans deux des 480 souvenirs cités par Georges Perec, dans son texte Je me souviens.

## Filmographie

### Cinéma

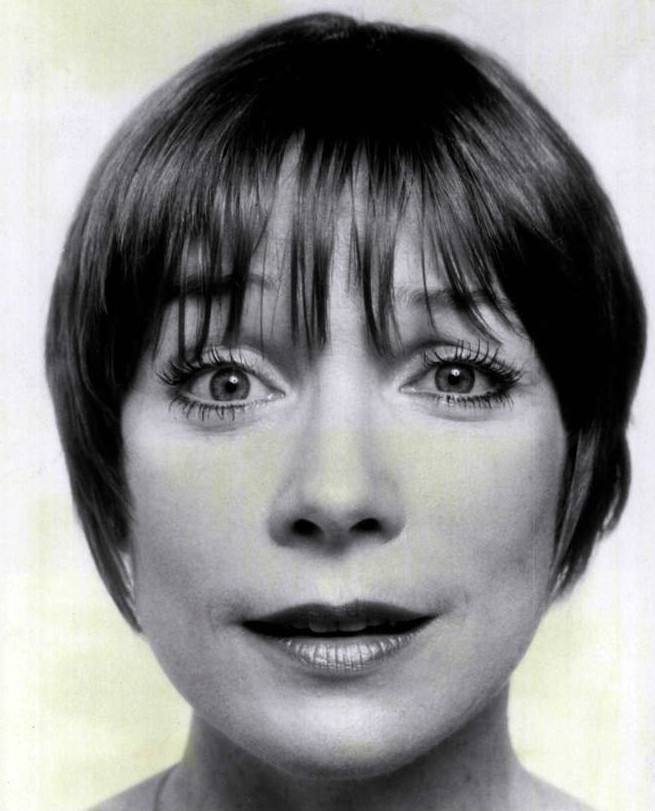
Shirley MacLaine en 1977.

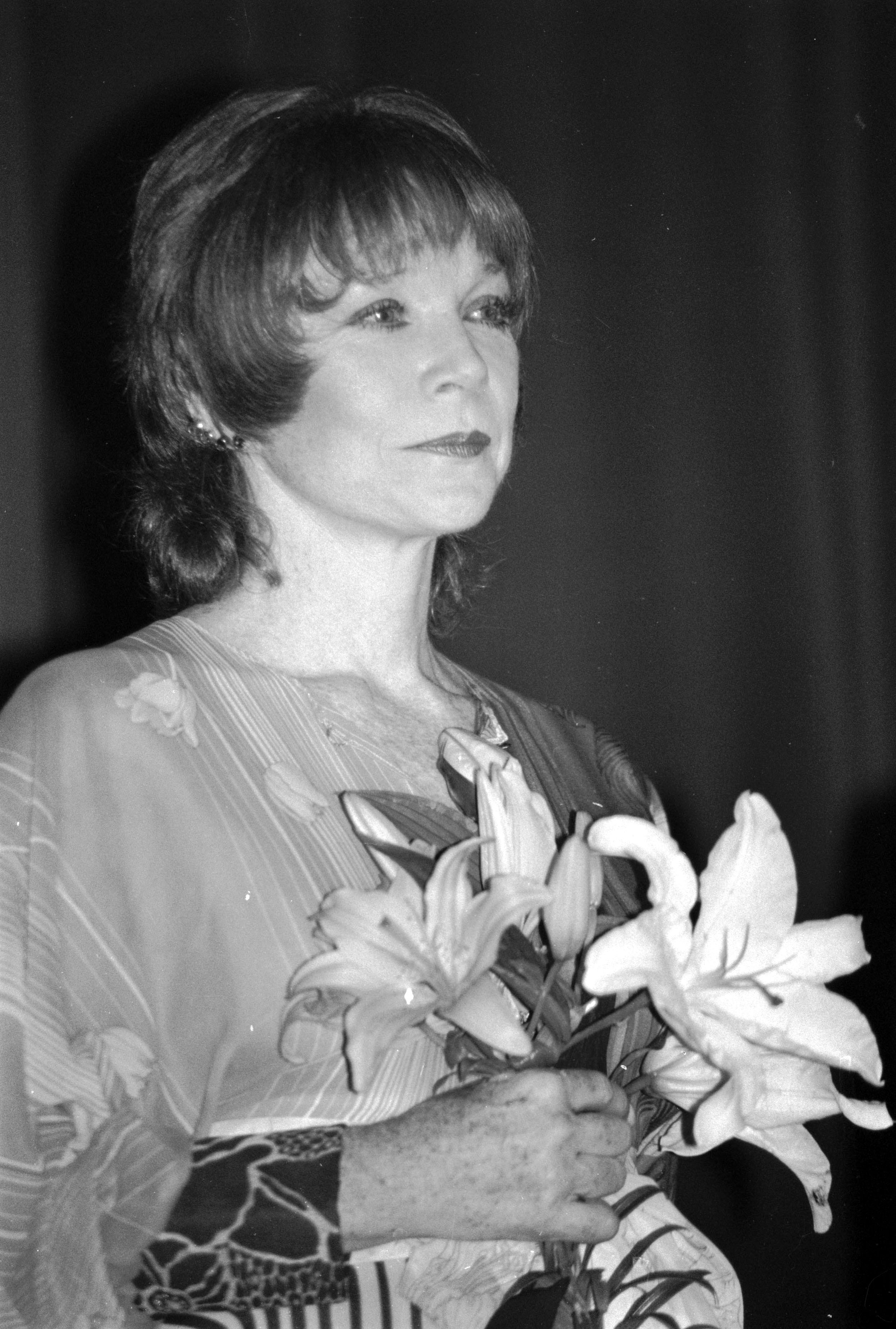
Shirley MacLaine en 1990.

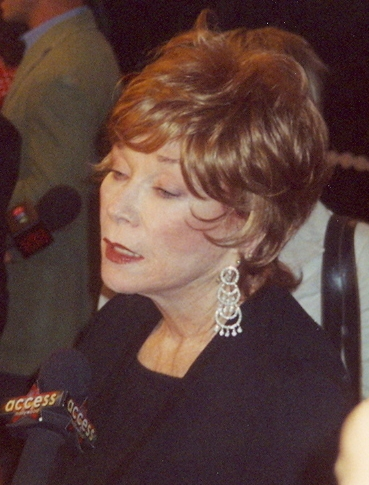
Shirley MacLaine au festival de Toronto 2005.

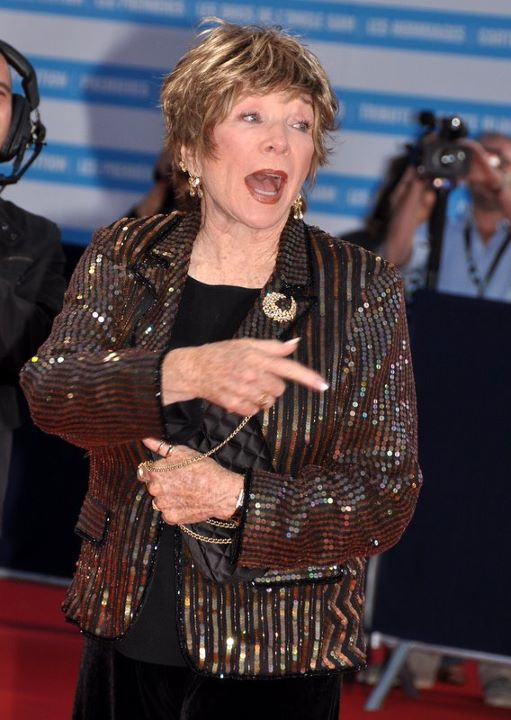
Shirley MacLaine en 2011 au festival du film américain de Deauville.

- 1955 : Mais qui a tué Harry ? (The Trouble with Harry), d'Alfred Hitchcock : Jennifer Rogers
- 1955 : Artistes et Modèles (Artists and Models), de Frank Tashlin : Bessie Sparrowbush
- 1956 : Le Tour du monde en quatre-vingts jours (Around the World in Eighty Days), de Michael Anderson : Princesse Aouda
- 1958 : La Vallée de la poudre (The Sheepman), de George Marshall : Dell Payton
- 1958 : La Meneuse de jeu (The Matchmaker), de Joseph Anthony : Irene Molloy
- 1958 : Vague de chaleur (Hot Spell), de Daniel Mann : Virginia Duval
- 1958 : Comme un torrent (Some Came Running), de Vincente Minnelli : Ginnie Moorehead
- 1959 : Une fille très avertie (Ask Any Girl), de Charles Walters : Meg Wheeler
- 1959 : En lettres de feu (Career), de Joseph Anthony : Sharon Kensington
- 1960 : Can-Can, de Walter Lang : Simone Pistache
- 1960 : La Garçonnière (The Apartment), de Billy Wilder : Fran Kubelik
- 1960 : L'Inconnu de Las Vegas (Ocean's Eleven), de Lewis Milestone : une femme saoule
- 1961 : Il a suffi d'une nuit (All in a Night's Work), de Joseph Anthony : Katie Robbins
- 1961 : Anna et les Maoris (Two Loves), de Charles Walters : Anna Vorontosov
- 1961 : La Rumeur (The Children's Hour), de William Wyler : Martha Dobie
- 1962 : Ma geisha (My Geisha), de Jack Cardiff : Lucy Dell / Yoko Mori
- 1962 : Deux sur la balançoire (Two for the Seesaw), de Robert Wise : Gittel « Mosca » Moscawitz
- 1963 : Irma la Douce de Billy Wilder : Irma la douce
- 1964 : Madame Croque-maris (What a Way to Go !) de J. Lee Thompson : Louisa May Foster
- 1964 : La Rolls-Royce jaune (The Yellow Rolls-Royce), d'Anthony Asquith : Mae Jenkins
- 1965 : L'Encombrant Monsieur John (John Goldfarb, Please Come Home), de J. Lee Thompson : Jenny Ericson
- 1966 : Un hold-up extraordinaire (Gambit), de Ronald Neame : Nicole Chang
- 1967 : Sept fois femme (Woman Times Seven), de Vittorio De Sica : Paulette / Maria Teresa / Linda / Édith / Ève / Marie / Jean
- 1968 : Un amant dans le grenier (The Bliss of Mrs. Blossom), de Joseph McGrath : Harriet Blossom
- 1969 : Sweet Charity, de Bob Fosse : Charity
- 1970 : Sierra torride (Two Mules for Sister Sara), de Don Siegel : Sara
- 1971 : Desperate Characters, de Frank D. Gilroy : Sophie Bentwood
- 1972 : Possession meurtrière (The Possession of Joel Delaney), de Waris Hussein : Norah Benson
- 1977 : Le Tournant de la vie (The Turning Point), d'Herbert Ross : Deedee Rodgers
- 1979 : Bienvenue, mister Chance (Being There), d'Hal Ashby : Eve Rand
- 1980 : L'Amour à quatre mains (Loving Couples), de Jack Smight : Docteur Evelyn Lucas Kirby
- 1980 : Changement de saisons (A Change of Seasons), de Richard Lang : Karyn Evans
- 1983 : Tendres Passions (Terms of Endearment), de James L. Brooks : Aurora Greenway.
- 1984 : Cannonball 2 (Cannonball Run II), d'Hal Needham : Veronica
- 1988 : Madame Sousatzka, de John Schlesinger : Madame Youvline Sousatzka
- 1989 : Potins de femmes (Steel Magnolias), d'Herbert Ross : Ouiser Boudreaux
- 1990 : Waiting for the Light, de Christopher Monger : la tante Zena
- 1990 : Bons Baisers d'Hollywood (Postcards from the Edge), de Mike Nichols : Doris Mann
- 1992 : 4 New-yorkaises (Used People), de Beeban Kidron : Pearl Berman
- 1993 : Deux drôles d'oiseaux (Wrestling Ernest Hemingway), de Randa Haines : Helen Cooney
- 1994 : Un ange gardien pour Tess (Guarding Tess), d'Hugh Wilson : Tess Carlisle
- 1996 : Mrs. Winterbourne, de Richard Benjamin : Grace Winterbourne
- 1996 : Étoile du soir (The Evening Star), de Robert Harling : Aurora Greenway
- 1997 : A Smile Like Yours, de Keith Samples : Martha
- 2000 : Bruno, de Shirley MacLaine : Helen
- 2003 : Carolina, de Marleen Gorris : Millicent Mirabeau, la grand-mère
- 2005 : Ma sorcière bien-aimée (Bewitched), de Nora Ephron : Iris Smythson / Endora
- 2005 : In Her Shoes, de Curtis Hanson : Ella Hirsch
- 2005 : La rumeur court… (Rumor Has It), de Rob Reiner : Katharine Richelieu
- 2007 : War and Destiny (Closing the Ring) de Richard Attenborough : Ethel Ann
- 2010 : Valentine's Day de Garry Marshall : Estelle
- 2011 : Anyone's Son de Danny Aiello : Margaret Greer
- 2012 : Bernie de Richard Linklater : Marjorie Nugent
- 2013 : La Vie rêvée de Walter Mitty (The Secret Life of Walter Mitty) de Ben Stiller : Edna
- 2014 : Wild Oats de Andy Tennant : Eva Miller
- 2014 : Elsa et Fred (Elsa and Fred) de Michael Radford : Eva Hayes
- 2017 : Adorables Ennemies (The Last Word) de Mark Pellington : Harriet Lauler
- 2018 : La Petite Sirène (The Little Mermaid) de Blake Harris : Elle, grand-mère
- 2019 : Noëlle (Noelle) de Marc Lawrence : Elf Polly
- 2022 : American Dreamer de Paul Dektor : Astrid Fanelli

### Télévision
- 1955 : Shower of Stars, série télévisée
- 1958 : The Sid Caesar Show, téléfilm
- 1971-1972 : Shirley's World, série télévisée de Ray Austin, : Shirley Logan
- 1995 : The West Side Waltz, téléfilm d'Ernest Thompson : Margaret Mary Elderdice
- 1999 : Jeanne d'Arc (Joan of Arc), téléfilm de Christian Duguay : Madeleine de Beaurevoir
- 2001 : Drôles de retrouvailles (These Old Broads), téléfilm de Matthew Diamond : Kate Westbourne
- 2002 : L'Empire de Mary Kay (Hell on Heels: The Battle of Mary Kay), téléfilm d'Ed Gernon : Mary Kay
- 2002 : Salem Witch Trials, téléfilm de Joseph Sargent : Rebecca Nurse
- 2008 : Coco Chanel, télésuite de Christian Duguay : Coco Chanel âgée
- 2008 : Anne of Green Gables: A New Beginning, téléfilm de Kevin Sullivan : Amélia Thomas
- 2012 : Downton Abbey, série télévisée de Julian Fellowes : Martha Levinson
- 2014 : Glee, série télévisée de Ryan Murphy, Ian Brennan et Brad Falchuk : June Dolloway
- 2016 : Un noël paradisiaque : L'Ange Pearl
- 2022 : Only Murders in the Building : Leonora Folger

## Publications

### Récit
- Shirley MacLaine (trad. Frédérique Côme, Henriette Étienne), De Hollywood à Pékin, trois étapes de ma vie [« You Can Get There From Here »], Paris, Denoël/Gonthier, coll. « Femme », 18 janvier 1977, 232 p., broché, 13,5 x 21,5.  Dédicace de l'auteur : Pour Peter — (en) Éditeur d'origine : W.W. Norton & Co. Inc. — New York, 1975  (ISBN 978-0-393-07489-5)

### Mémoires
- Retenez-moi. L'aventure de l'enfant terrible d'Hollywood, Stock, 1971
- Shirley MacLaine (trad. Monique Manin), Les Stars de ma vie, mémoires d'Hollywood [« My Lucky Stars »], Paris, Presses de la Cité, coll. « Focus Document », février 1996, 312 p., broché, 14 x 22,5 (ISBN 978-2-258-04189-9).  Dédicace de l'auteur : Pour Sachi, avec tout mon amour. Et à Peter, pour sa présence. — (en) Éditeur d'origine : Bantam Books/Bantam Doubleday Dell Publishing Group, Inc. — New York, 1995  (ISBN 978-0553097177)

### New Age
- (en) Shirley MacLaine, Don't Fall Off the Mountain, New York, W.W. Norton & Company Limited, 1970, 270 p. (ISBN 978-0-393-07338-6)
- (en) Shirley MacLaine, McGovern : The Man and His Beliefs, New York, W.W. Norton & Company Limited, 1972 (ISBN 978-0-393-05341-8)
- (en) Shirley MacLaine, Out on a Limb, New York, Bantam Doubleday Dell Publishing Group, 1983, 372 p. (ISBN 978-0-553-05035-6)
- (en) Shirley MacLaine, Dancing in the Light, New York, Bantam Books, 1986 (ISBN 978-0-553-76196-2)
- (en) Shirley MacLaine, It's All in the Playing, New York, Bantam Books, 1987, 338 p. (ISBN 978-0-553-05217-6)
- (en) Shirley MacLaine, Going Within : A Guide to Inner Transformation, New York, Bantam Books, 1989, 316 p. (ISBN 978-0-553-28331-0)
- (en) Shirley MacLaine, Dance While You Can, New York, Bantam Books, 1991, 303 p. (ISBN 978-0-553-07607-3)
- (en) Shirley MacLaine, The Camino : A Journey of the Spirit, New York, Simon & Schuster Adult Publishing Group, 2000, 281 p. (ISBN 978-0-7434-0072-5)
- (en) Shirley MacLaine, The Camino : A Pilgrimage of Courage, Londres, Pocket Books, 2001, 307 p. (ISBN 0-7434-0921-3))
- (en) Shirley MacLaine, Out on a Leash : Exploring the Nature of Reality and Love, New York, Simon & Schuster Adult Publishing Group, 2003, 199 p. (ISBN 978-0-7434-8506-7)
- (en) Shirley MacLaine, Sage-ing While Age-ing, New York, Simon & Schuster Adult Publishing Group, 2007 (ISBN 978-1-4165-5041-9)
- (en) Shirley MacLaine, I'm Over All That : And Other Confessions, New York, Simon & Schuster Adult Publishing Group, 2011 (ISBN 978-1-4516-0729-1)

## Citations
- Alfred Hitchcock : « C'est une femme tellement volcanique qu'elle ferait pâlir de honte l'Etna et le Stromboli réunis ! »[3]

## Voix françaises
- Arlette Thomas dans :
  - Le Tournant de la vie
  - Changement de saisons
  - Cannonball 2
  - Potins de femmes
  - Bons baisers d'Hollywood
  - Un ange gardien pour Tess
  - Mrs. Winterbourne
  - Drôles de retrouvailles (téléfilm)
  - Ma sorcière bien-aimée
  - In Her Shoes
  - La rumeur court...
  - Coco Chanel] (mini-série)
  - Valentine's Day

- Nicole Riche dans :
  - Comme un torrent
  - En lettres de feu
  - La Garçonnière
  - L'Inconnu de Las Vegas
  - La Rumeur
  - Il a suffi d'une nuit
  - Deux sur la balançoire
  - Irma la Douce
  - Madame Croque-maris
  - La Rolls-Royce jaune
  - Sierra torride
  - Bienvenue, mister Chance

- Martine Sarcey dans :
  - Tendres Passions
  - Deux Drôles d'oiseaux
  - Étoile du soir

- Nelly Benedetti dans :
  - Artistes et Modèles
  - Mais qui a tué Harry ?

Et aussi
- Sophie Leclair dans La Vallée de la poudre]
- Nicole Briard dans Un hold-up extraordinaire
- Sybille Tureau dans Sweet Charity (Doublé dans les années 2000)
- Perrette Pradier dans Jeanne d'Arc (téléfilm)
- Michèle André dans La Vie rêvée de Walter Mitty
- Évelyne Grandjean dans Downton Abbey (série télévisée)
- Marie-Martine dans Glee (série télévisée)
- Cathy Cerdà dans Only Murders in the Building (série télévisée)
- Catherine Privat dans American Dreamer